# Fabio Ongaro
Fabio Ongaro (Venezia, 23 settembre 1977) è un ex rugbista a 15 e allenatore di rugby a 15 italiano, in carriera tallonatore cinque volte campione d’Italia con la Benetton Treviso ed internazionale per l'Italia dal 2000 al 2012, con la quale ha preso parte a tre edizioni della Coppa del Mondo di rugby.
Attualmente, è l'allenatore della mischia del Benetton in Pro14.

## Biografia
Proveniente dalle giovanili del Casale, squadra con la quale esordì in serie A2 nel 1994, iniziò la carriera professionistica nel Benetton Treviso, club nel quale militò dal 1998 al 2006 vincendo cinque volte il titolo di campione d'Italia.
Nonostante il ruolo d'elezione di Ongaro sia tallonatore, l'allora C.T. della Nazionale Brad Johnstone lo schierò da titolare come terza linea nei test di fine anno 2000, essendo il ruolo già coperto da Alessandro Moscardi; esordì nel novembre di quell'anno contro il Canada e poi fu utilizzato, sempre come terza linea, nel tour di metà anno del 2001 in Sudafrica e Sud America.
Dopo l'utilizzo nei test autunnali del 2002 (Australia e Argentina, entrambi come tallonatore), il neotecnico John Kirwan impiegò Ongaro in due incontri del Sei Nazioni 2003; fu poi convocato per la Coppa del Mondo di rugby 2003 in Australia, nel corso della quale disputò tutti i quattro incontri dell'Italia.
Anche il nuovo tecnico Pierre Berbizier impiegò in pianta stabile Ongaro in Nazionale.
Prese parte ai Sei Nazioni del 2004 dove una sua meta contro la Scozia permise di evitare il cucchiaio di legno, 2005, 2006 e 2007; nei test autunnali del 2004 fu nominato capitano; inoltre fu convocato per la Coppa del Mondo di rugby 2007 in Francia, nella quale disputò due incontri.
Nel frattempo, già dal 2006 Ongaro militava in Inghilterra, nelle file dei Saracens.
Il nuovo tecnico della Nazionale, Nick Mallett, ha impiegato Ongaro nel Sei Nazioni 2008 e nel tour di metà anno in Sudafrica e Sud America e, successivamente, anche nel corso del 2009 (Sei Nazioni e test match autunnali contro Nuova Zelanda, Sudafrica e Samoa).
Il 14 aprile 2010 Ongaro firmò un contratto che lo legava agli Aironi, franchigia italiana ammessa alla Celtic League, dalla stagione 2010-11; l'accordo, di durata biennale, fu l'ultimo contratto professionistico del giocatore, in quanto a giugno 2012 si ritirò dalle competizioni, dopo avere annunciato, tre mesi prima, alla vigilia di Italia – Scozia del Sei Nazioni 2012 che quella sarebbe stata la sua ultima partita in Nazionale.
Subito dopo il suo ritiro, Ongaro fu designato team manager delle Zebre, neonata franchise di Pro12 che prese il posto dei defunti Aironi, fino al 2014.
Dal 2016 è l'allenatore della mischia del Benetton Rugby in Pro14.

## Palmarès
- Campionati italiani: 5
Benetton: 1998-99, 2000-01, 2002-03, 2003-04, 2005-06
- Coppe Italia: 1
Benetton Treviso: 2004-05
- Supercoppe d'Italia: 1
Benetton Treviso: 2006